# اتوره ماریا فیتساروتی
اتوره ماریا فیتساروتی (ایتالیایی: Ettore Maria Fizzarotti؛ ‏ ۳ ژانویهٔ ۱۹۱۶ – ۱۰ سپتامبر ۱۹۸۵) کارگردان فیلم اهل ایتالیا و فرزند آرماندو فیتساروتی بود.
از فیلم‌هایی که وی در آن‌ها نقش داشته است، می‌توان به ناپل همیشه ناپل است و هزینه گزافی برای جانم خواهم داد اشاره نمود.